# Jugoslaviska folkarmén
Jugoslaviska folkarmén (Југословенска Hародна Aрмија, Jugoslovenska Narodna Armija, JNA) var Socialistiska Federativa Republiken Jugoslaviens (SFRJ:s) armé.

## Tillkomst
JNA bildades av jugoslaviska partisaner 21 december 1941 i en liten stad som heter Rudo (i nuvarande Bosnien och Hercegovina). Den 22 december 1941 attackerade 1. proletära brigaden den tyska ockupationsmakten i Jugoslavien och den dagen firades som Arméns dag i det forna Jugoslavien.

## Upplösning
JNA upplöstes i takt med att Slovenien, Kroatien samt Bosnien och Hercegovina förklarade sig självständiga stater i början av 1990-talet. Det som blev kvar av JNA var soldater från Serbien och Montenegro. Efter 1992 ingick Serbien och Montenegro en union och hade en gemensam armé fram till 2006 då länderna gick skilda vägar. Numera har alla sex länder som ingick i det forna Jugoslavien sin egen armé.

## Organisation
JNA:s tre försvarsgrenar utgjordes av armén, flottan och flygvapnet. Den var organiserade i fyra militärregioner, vilka i sin tur var indelade i militärdistrikt som hade det administrativa ansvaret för mönstring, mobilisering samt byggnation, drift och underhåll av militära anläggningar. Regionerna utgjordes av Belgrad (ansvariga för östra Kroatien, Serbien och Bosnien och Hercegovina), Zagreb (Slovenien, norra Kroatien), Skopje (Makedonien, södra Serbien och Montenegro) samt Split (marina stridskrafter). Av JNA:s fler än 680 000 soldater var över 180 000 värnpliktiga.
Då Jugoslaviens kommunistförbund upplöstes 1990 medförde det att JNA plötsligt saknade politisk och ideologisk styrning. Man var då nästan klar med en omfattande omorganisation. Den föråldrade divisionsstrukturen för infanteriet ersattes av en organisation där brigaden var den största operativa enheten. 10 av 12 infanteridivisioner blev 29 pansar- eller mekaniserade infanteribrigader och bergsjägarbrigader med egen artilleri-, luftvärns- och pansarvärnsförmåga. En luftburen brigad sattes upp före 1990. Omställningen till brigadbaserad organisation gav större operativ förmåga och flexibilitet, vilket medförde bättre initiativförmåga ur en taktisk synpunkt. Detta minskade risken för att större förband skulle tillintetgöras i strider med en angripare. Omorganisationen medförde också att fler yngre och begåvade officerare fick chansen till högre krigsbefattningar. Ytterligare en fördel gavs i att brigadstrukturen blev enklare att underhålla i en tid av minskande personalstyrka.

## Militära grader

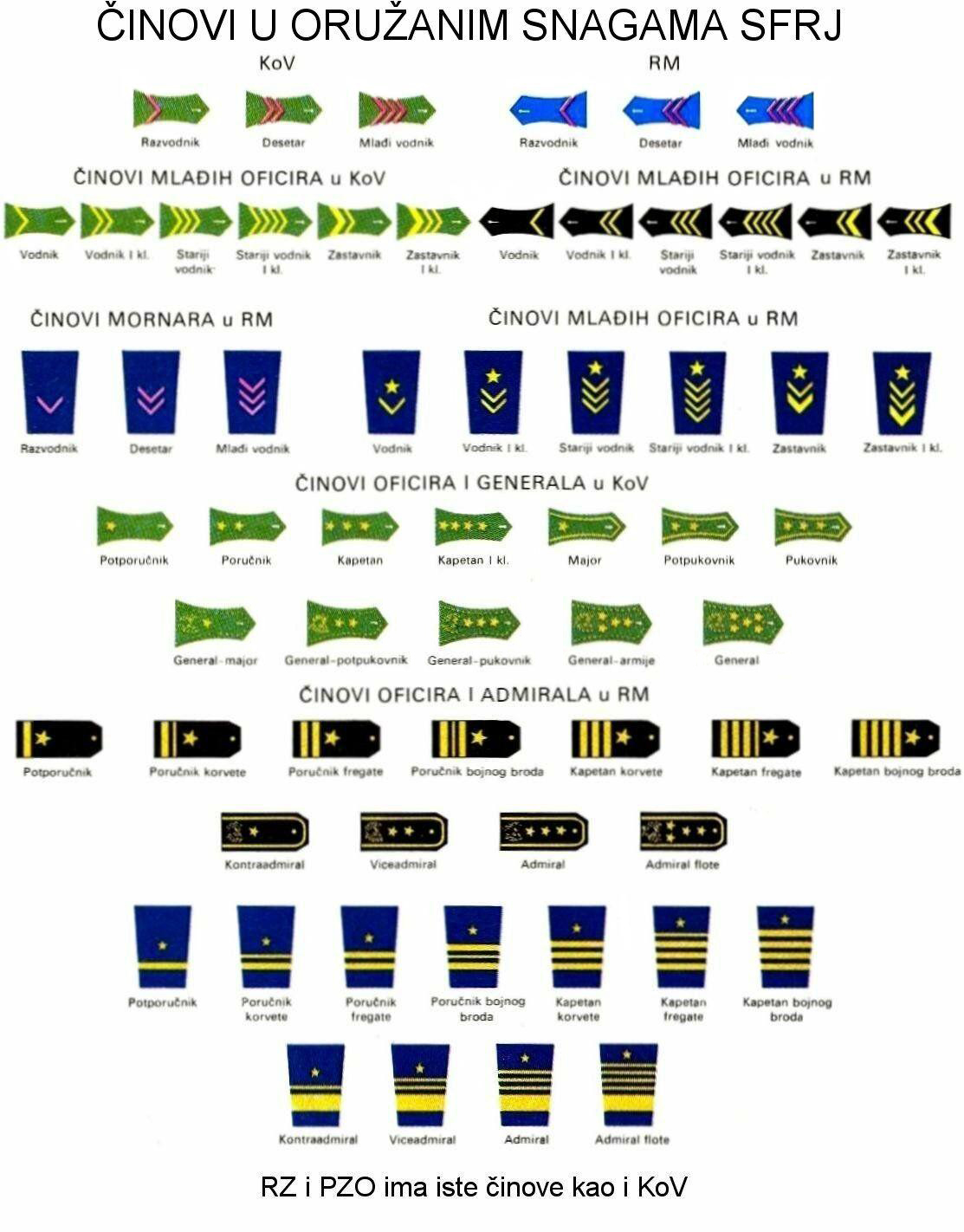
Militära grader i den jugoslaviska folkarmén.

Den högsta graden i JNA var marskalk, denna grad bar Jugoslaviens president Josip Broz Tito från den 19 november 1943 till sin död 4 maj 1980.